# Aleurocanthus bambusae
Aleurocanthus bambusae là một loài côn trùng cánh nửa trong họ Aleyrodidae, phân họ Aleyrodinae.
Aleurocanthus bambusae được Peal miêu tả khoa học đầu tiên năm 1903.